# Silnice II/138
Silnice II/138 je komunikací II. třídy v Jihočeském kraji.
Tato komunikace propojuje navzájem silnici II/121 se silnicemi I/29, II/159, II/141 a II/105.
Silnice II/138 začíná na severním okraji obce Zvíkovské Podhradí u veřejného parkoviště pro hrad Zvíkov. Na jižním okraji obce přetíná silnici II/121 a pokračuje směrem na jih. V obci Záhoří přetíná silnici I/29. Dále směřuje na jihovýchod a v obci Albrechtice nad Vltavou se kříží se silnicí II/159. Odtud pokračuje do Temelína kde protne silnici II/141 a skončí asi 1 km jižně od JETE napojením na silnici II/105. Celková délka silnice II/138 je zhruba 37,4 km.
Přímo na trase je čerpací stanice PHM v Temelíně.